# Avroy
Avroy is een buurt (sous-quartier) in Luik, die onderdeel uitmaakt van de wijk Luik-Centrum.

## Etymologie
De naam Avroy komt van het Latijn arboretum, wat beboste plaats betekent. Het Forêt d'Avroy strekte zich ooit uit van de heuvel van Cointe tot aan de oevers van de Maas.

## Geschiedenis
Avroy was in de tijd van het Prinsbisdom Luik een wijk van de stad Luik. Een deel van het huidige Avroy behoorde toen ook tot de wijk l'Isle, een eiland gevormd door de Maas en een naar het westen verlopende Maasmeander (de Sauvenière) die ook door het centrum van Luik liep. Deze meander werd gedempt tussen 1831 en 1835, en daar werd de Boulevard d'Avroy aangelegd, met in het verlengde de Boulevard de la Sauvenière.
Avroy kent een groot aantal bouwwerken die geklasseerd zijn als monument, van de 17e eeuw en later. Ook is er een park: Het Parc d'Avroy, van 1870. Van hetzelfde jaar is de aanleg van Les Terrasses d'Avroy, een woonwijk voor welgestelden.
In de omgeving van Avroy werd ook steenkool gewonnen, uiteindelijk door de Société anonyme des Charbonnages du Bois d'Avroy.

## Kerken
- Onze-Lieve-Vrouw van de Vredekerk, van 1690
- Heilig Sacramentskerk, van 1750
- Sint-Veronicakerk, van 1847